# 大安場古墳群

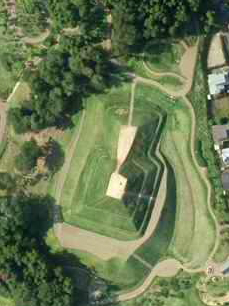
大安場古墳群の空中写真。

大安場古墳群（おおやすばこふんぐん）は、福島県郡山市田村町大善寺にある古墳時代前期後半頃の築造と推定される前方後方墳1基、円墳4基からなる古墳群。1号墳は東北地方最大の前方後方墳で、国の史跡に指定され、周辺は大安場史跡公園として整備されている。

## 立地
大安場古墳群は、中通りを南から北へ向けて貫流する阿武隈川の東岸、安積盆地に面した標高約250メートル、平地からの比高差約15メートルの低丘陵上に立地する。

## 概要
1991年（平成3年）に発見され、郡山市教育委員会が1996年（平成8年）度から1998年（平成10年）度にかけて発掘調査を行った。
1号墳は、阿武隈川流域では最大級の古墳であり、また前方後方墳としては東北地方全体で最大規模の古墳である。同じ福島県内でも、会津地方では前方後円墳が卓越しているのに対して、中通り地方に所在する本古墳は前方後方墳であり、前方後方墳をさかんに築造した下野国那須地方との関係がうかがえる。

### 1号墳
前方部を北に向ける前方後方墳であり全長は約83メートルと推定できる。これは、前方後方墳としては、今のところ東北地方最大の規模である。
墳丘は一部改変を受けているが、もともと存在した自然丘を削り出した工法によって、前方部が二段築成、後円部が三段築成で造られている。後方部の墳丘斜面から、赤彩された底部穿孔（底部に穴をあけた）の壺形土器が多数出土しており、本来は墳頂に据え置かれていた可能性が高い。
後方部墳頂はかなり削平を受けており、表土のすぐ下で南北方向の主体部が確認された。長さ10メートル、幅2メートルの粘土棺の床をもうけ、そこに長さ9.2メートルの長大な木棺（割竹形木棺）を安置している。棺内の北よりに朱粒がまかれており、その南から腕輪形石製品（「石釧」）1点が出土している。それ以外の副葬品は棺内南半部に置かれており、大刀、剣、槍、鎌、板状鉄斧などが出土した。
築造時期は、出土遺物と築造方法などから、4世紀後半頃と推定される。
2000年（平成12年）9月6日、国の史跡に指定され、他の古墳とともに大安場史跡公園として整備・保存がされている。

### 2号墳 - 5号墳
近くのムラに住んでいた一族のものと推定される円墳が隣接しているが、一部は宅地開発で消失している部分もある。

## 主な出土遺物

### 1号墳
「石釧」（いしくしろ）とよばれる腕輪形石製品は（注）、東北地方で初めての確かな出土例である。緑色凝灰岩製であり、宝器として被葬者に添えられていたと考えられる。棺内北部から出土しており、そこからは祭祀の痕跡が確認できる。
棺内南半部からは、大刀1点、剣1点、槍1点、鎌1点、板状鉄斧1点が出土している。大刀は鞘と把の木部がともに良好に遺存し、2センチメートルほどの幅の布を巻いたうえで樹脂で固めている様子が確認できる。
他の出土品としては、壺形土器、やりがんななどがある。
（注）「石釧」に対しては、環体高1.6cm/環体幅1.7ｃｍが1を越えないので、「車輪石」と分類している識者も多い。
参考文献：三浦俊明2012「古墳時代前期における石製品の流通」石川県博物館紀要第24号　石川県立博物館発行

### 2号墳
石板によりできた石室。

## 所在地およびアクセス
〒963-1161
- 福島県郡山市田村町大善寺字大安場
- JR東日本郡山駅からタクシーで約25分。バスで約20分下車後、徒歩約10分

## 近隣遺跡
大安場古墳群の付近には大善寺古墳群、中山田古墳群、山中日照田遺跡、永作遺跡などが密集している他、以下のような遺跡も立地する。
- 小川後田（こがわうしろだ）A遺跡 - 大安場古墳群の東方約1km、郡山市田村町小川にある縄文時代～平安時代の複合遺跡。郡山市道高倉大善寺線新設工事関連として平成16年8月から12月にかけて発掘調査が行われ、奈良時代の住居跡などが検出された。北緯37度21分7秒 東経140度25分5秒[1]

- 小川蝦夷穴（おがわえぞあな） - 大安場古墳群の南東約1km、郡山市田村町小川にある7世紀後期の墓とみられる遺跡。大刀4振、小刀3本、ガラス玉4点が出土。現在までに13基が確認されており、そのうち塞がれた2基をのぞく11基が近くで観察できる。北緯37度21分4秒 東経140度24分48秒

- 正直（しょうじき）古墳群 - 大安場古墳群の南西約2km、郡山市田村町正直にある古墳時代前期から中期に作られた古墳群。43基の古墳が確認され、中でも最大の35号墳は全長約37mもの前方後方墳で、大安場古墳群との関係性が推測される北緯37度20分30秒 東経140度23分40秒[2]。
- 蒲倉（かばのくら）古墳群 - 大安場古墳群の北北東約5km、郡山市蒲倉町・安原町・横川町にある古墳時代後期・終末期に作られた古墳群。円墳69基が確認され、案内板が立てられている。郡山市が郡山市立美術館を含めた周辺の18.7haを対象に風土記の丘公園として整備する計画がある。美術館駐車場に面して入口あり。北緯37度23分33秒 東経140度25分21秒[3][4]